# Swedish Open 2025
Swedish Open 2025 — тенісний турнір, що проходив на ґрунтових кортах у місті Бостад, Швеція з 14 до 20 липня. Належав до категорій ATP 250 та WTA 125.

## Фінальна частина

### Чоловіки, одиночний розряд
Лук'яно Дардері —  Єспер де Йонґ 6–4, 3–6, 6–3

### Жінки, одиночний розряд
- Елізабетта Коччаретто —  Катажина Кава, 6–3, 6–4

### Чоловіки, парний розряд
Гвідо Андреоцці /  Сандер Арендс —  Адам Павласек /  Ян Зелінський 6–7(4–7), 7–5, [10–6]

### Жінки, парний розряд
- Джесіка Малечкова[en] /  Miriam Škoch —  Irene Burillo /  Берфу Дженгіз[en], 6–4, 6–3